# Васькин бор (памятник природы)
Васькин бор — ландшафтный памятник природы регионального значения, расположенный на полуострове в южной части Азатского озера на территории Белозерского района Вологодской области. Природная ценность памятника заключается в сочетании камового рельефа с сосновым бором на песчаных подзолистых почвах, живописности пейзажей и возможности регламентированной рекреационной нагрузки. На его территории обнаружены следы стоянок людей различных исторических эпох.

## История создания
Памятник природы «Васькин бор» общей площадью 76 га был выделен в соответствии с Решением Вологодского областного совета народных депутатов от 16.08.1978 № 498 «О мерах по усилению охраны ценных природных объектов».
На основании Постановления законодательного собрания Вологодской области от 14.09.1994 № 187 «Об организации природных заказников, памятников природы областного значения» территория памятника была расширена более чем в два раза — до 175 га.

## Расположение и геология
Васькин бор расположен в Северо-западной физико-географической области, в подзоне южной тайги, на территории Белозерско-Кирилловского озерно-холмистого ландшафта.
Мыс, на котором выделен памятник, представляет собой камовый холм, сложенный слоистыми отложениями песка и гальки. Основная часть его территории имеет мелкогрядовую поверхность с явно выраженным уклоном к востоку. Для почвенного покрова материнскими являются водно-ледниковые отложения. Наиболее распространены среднеподзолистые супесчаные почвы.

## Флора
Растительность представлена лесами, которые занимают бо́льшую часть площади памятника природы; нелесные земли заняты болотами и дорогами.
Леса представляют собой разновозрастные зеленомошно-черничные сосняки; произрастают также берёза и ель. Плотность мохово-лишайникового яруса достигает 60%.
На территории памятника природы встречаются растения, занесённые в Красные книги Российской Федерации и Вологодской области, среди которых башмачок настоящий, гроздовник, лобелия Дортмана, надбородник безлистный, полушник колючеспоровый, ятрышник шлемоносный, грушанка зелёноцветковая.

## Охрана
Задачей выделения памятника природы является сохранение биологических сообществ местных сосняков, охрана растений, занесённых к Красные книги России и Вологодской области, а также создание условий для организованного туризма и рекреации.
На территории особо охраняемой территории обнаружено девять археологических стоянок человека, относящихся к периодам от неолита до позднего средневековья, которые также подлежат охране и изучению.